# Реестр операторов платёжных систем
Рее́стр опера́торов платёжных систе́м — список операторов платёжных систем, который создаёт и ведёт Банк России в соответствии с Федеральным законом Российской Федерации от 27 июня 2011 года № 161-ФЗ «О национальной платёжной системе».
После 1 января 2013 года в России платёжные системы не должны функционировать, если их операторы не включены в реестр.
Зарегистрированные в реестре платёжные системы обязаны выполнять установленные Банком России нормативы и условия обслуживания клиентов.

## Реестр
По состоянию на 01.04.2024, в реестре имеется 57 записей об операторах платёжных систем, из которых действующих (не исключённых) — 24. Реестр не содержит записи о платёжной системе «Мир» и её операторе НСПК, так как они созданы в силу законодательства России.
| Регистрационный номер | Оператор                                  | Расчётные центры                                                      | Платёжная система                               | Статусы                                  |
| --------------------- | ----------------------------------------- | --------------------------------------------------------------------- | ----------------------------------------------- | ---------------------------------------- |
| 0001                  | ЗАО АКБ «Русславбанк»                     | ЗАО АКБ «Русславбанк»                                                 | Contact                                         | исключена из реестра                     |
| 0002                  | АО КБ «Юнистрим»                          | АО КБ «Юнистрим», ПАО Банк «ФК Открытие»                              | Юнистрим                                        | национально значимая                     |
| 0003                  | ЗАО «НКК»                                 | АО АКБ «Газбанк», ПАО «Банк Уралсиб»                                  | NCC (National Credit Cards)                     | исключена из реестра                     |
| 0004                  | ООО НКО «Вестерн Юнион ДП Восток»         | Банк ВТБ (ПАО), ООО НКО «Вестерн Юнион ДП Восток»                     | Western Union                                   | исключена из реестра                     |
| 0005                  | ЗАО «Процессинговая компания «Union Card» | ПАО «Банк Уралсиб», АО АКБ «Новикомбанк»                              | NCC (National Credit Cards)                     | исключена из реестра                     |
| 0006                  | ООО КБ «Анелик РУ»                        | ООО КБ «Анелик РУ»                                                    | Anelik                                          | исключена из реестра                     |
| 0007                  | НКО «ОРС» (АО)                            | НКО «ОРС» (АО)                                                        | Объединённая расчётная система                  | исключена из реестра                     |
| 0008                  | АО «Телекоммерц Банк»                     | АО «Телекоммерц Банк»                                                 | Regional Payment System                         | исключена из реестра                     |
| 0009                  | ООО «ХэндиСолюшенс»                       | ПАО Банк «ФК Открытие», ООО КБ «Нэклис-Банк»                          | HandyBank                                       | национально значимая                     |
| 0010                  | ПАО АКБ «Связь-Банк»                      | ПАО АКБ «Связь-Банк»                                                  | Blizko                                          | исключена из реестра                     |
| 0011                  | ООО «Платёжная система «Виза»             | Банк России                                                           | Visa                                            | исключена из реестра                     |
| 0012                  | РНКО «Платёжный центр» (ООО)              | РНКО «Платёжный центр» (ООО)                                          | Золотая Корона                                  | социально значимая                       |
| 0013                  | ЗАО МКБ «Москомприватбанк»                | ЗАО МКБ «Москомприватбанк»                                            | PrivatMoney                                     | исключена из реестра                     |
| 0014                  | НКО АО НРД                                | НКО АО НРД                                                            | НРД                                             | системно значимая, национально значимая  |
| 0015                  | НКО ЗАО «Мигом»                           | НКО ЗАО «Мигом»                                                       | Migom, Смарти                                   | исключена из реестра                     |
| 0016                  | ООО «Таможенная карта»                    | НКО «МКС» (ООО), ПАО Сбербанк, ПАО Банк «ФК Открытие», ПАО «РГС Банк» | Таможенная карта                                | национально значимая                     |
| 0017                  | НКО АО «Лидер»                            | НКО АО «Лидер»                                                        | Международные денежные переводы «Лидер»         | исключена из реестра                     |
| 0018                  | «Мастеркард» ООО                          | Банк России                                                           | MasterCard                                      | исключена из реестра                     |
| 0019                  | АО «УЭК»                                  | ПАО Сбербанк                                                          | Универсальная электронная карта                 | исключена из реестра                     |
| 0020                  | ООО «СПС»                                 | АО «Альфа-Банк»                                                       | Страховая платёжная система                     |                                          |
| 0021                  | АКБ «Интеркоопбанк» (ПАО)                 | АКБ «Интеркоопбанк» (ПАО)                                             | InterExpress                                    | исключена из реестра                     |
| 0022                  | ООО «Мультисервисная платёжная система»   | Банк ВТБ (ПАО), АО «Нефтепромбанк», ПАО «Росбанк», Банк ГПБ (АО)      | Мультисервисная платёжная система               | национально значимая                     |
| 0023                  | ЗАО «ПРЦ»                                 | ЗАО «ПРЦ»                                                             | ЗАО «ПРЦ»                                       | исключена из реестра                     |
| 0024                  | Банк ВТБ (ПАО)                            | Банк ВТБ (ПАО)                                                        | Система ВТБ                                     | национально значимая                     |
| 0025                  | ПАО Сбербанк                              | ПАО Сбербанк                                                          | Система Сбербанк                                | социально значимая, национально значимая |
| 0026                  | «АМБ Банк» (ПАО)                          | «АМБ Банк» (ПАО)                                                      | АМБ Банк                                        | исключена из реестра                     |
| 0027                  | ООО «Америкэн Экспресс Банк»              | Банк России                                                           | American Express                                | исключена из реестра                     |
| 0028                  | ООО «ЮнионПэй»                            | Банк России                                                           | UnionPay                                        |                                          |
| 0029                  | КБ «Геобанк» (ООО)                        | КБ «Геобанк» (ООО)                                                    | Rexpay                                          | исключена из реестра                     |
| 0030                  | ЗАО «Райффайзенбанк»                      | ЗАО «Райффайзенбанк»                                                  | Быстрая почта                                   | исключена из реестра                     |
| 0031                  | ЗАО «Платёжная система «Дельта Кей»       | ООО КБ «Метрополь»                                                    | Дельта Кей                                      | исключена из реестра                     |
| 0032                  | ООО «Бэст»                                | АО «Банк Воронеж», ПАО Банк «ФК Открытие»                             | Бэст                                            | национально значимая                     |
| 0033                  | ООО НКО «Рапида»                          | ООО НКО «Рапида»                                                      | Contact                                         | исключена из реестра                     |
| 0034                  | «Объединённый национальный банк» (ООО)    | «Объединённый национальный банк» (ООО)                                | F5                                              | исключена из реестра                     |
| 0035                  | ООО «Цифровой платеж»                     | НКО «Русское финансовое общество» (ООО), ООО Банк «СКС»               | Sendy                                           | национально значимая                     |
| 0036                  | ВТБ24 (ПАО)                               | Банк ВТБ (ПАО)                                                        | МультиКарта                                     | исключена из реестра                     |
| 0037                  | ООО «Джей Си Би Интернэшнл (Евразия)»     | Банк России                                                           | JCB                                             | исключена из реестра                     |
| 0038                  | АКБ «Бэнк оф Чайна» (АО)                  | АКБ «Бэнк оф Чайна» (АО)                                              | АКБ «Бэнк оф Чайна»                             |                                          |
| 0039                  | ЗАО «Национальный банк сбережений»        | ЗАО «Национальный банк сбережений»                                    | Т                                               | исключена из реестра                     |
| 0040                  | АйСиБиСи Банк (АО)                        | АйСиБиСи Банк (АО)                                                    | АйСиБиСи                                        |                                          |
| 0041                  | ООО «КП Ритейл»                           | ООО РНКО «РИБ», ООО НКО «МКС»                                         | КП Ритейл                                       |                                          |
| 0042                  | АО «МПС 123»                              | Коммерческий банк «ВРБ» (ООО)                                         | Один два три                                    | исключена из реестра                     |
| 0043                  | НКО «ОРС» (АО)                            | НКО «ОРС» (АО)                                                        | Платёжный сервис Объединённая расчетная система | исключена из реестра                     |
| 0044                  | Киви Банк (АО)                            | Киви Банк (АО)                                                        | Contact                                         | исключена из реестра                     |
| 0045                  | ООО «Плюспэй»                             | ООО РНКО «РИБ»                                                        | Pluspay                                         | национально значимая                     |
| 0046                  | ООО «Оператор банковской кооперации»      | АО «Руна-банк»                                                        | Система банковской кооперации                   |                                          |
| 0047                  | ООО «РСМП»                                | НКО «МКС» (ООО)                                                       | Моментом                                        |                                          |
| 0048                  | АО «Народный банк»                        | АО «Народный банк»                                                    | Народная                                        | исключена из реестра                     |
| 0049                  | АО «ФедПэй»                               | ООО РНКО «Единая касса»                                               | ФедПэй                                          | исключена из реестра                     |
| 0050                  | ООО «БитПоинт»                            | КБ «Москоммерцбанк» (АО)                                              | БитПоинт                                        | исключена из реестра                     |
| 0051                  | Банк ГПБ (АО)                             | Банк ГПБ (АО)                                                         | Газпромбанк                                     | национально значимая                     |
| 0052                  | «Россельхозбанк» (АО)                     | «Россельхозбанк» (АО)                                                 | Россельхозбанк                                  | национально значимая                     |
| 0053                  | ООО «Хелло»                               |                                                                       | Хелло                                           |                                          |
| 0054                  | НКО «ИНКАХРАН» (АО)                       | НКО «ИНКАХРАН» (АО)                                                   | Астрасенд                                       | исключена из реестра                     |
| 0055                  | АО КБ «Соколовский»                       | АО КБ «Соколовский»                                                   | Астрасенд                                       |                                          |
| 0056                  | ООО «Банк 131»                            | ООО «Банк 131»                                                        | dengi.ru                                        |                                          |
| 0057                  | ООО «Квикпэй»                             |                                                                       | Система денежных переводов «Квикпэй»            |                                          |